# Ludwigia lanceolata
Ludwigia lanceolata är en dunörtsväxtart som beskrevs av Ell.. Ludwigia lanceolata ingår i släktet ludwigior, och familjen dunörtsväxter. Inga underarter finns listade i Catalogue of Life.